# Поляков, Самуил Соломонович
Самуи́л Соломо́нович Поляко́в (5 января 1838 (по старому стилю 24.12.1837), Орша — 7 апреля 1888, Санкт-Петербург) — концессионер и строитель железных дорог в Российской империи, благотворитель, тайный советник.

## Биография

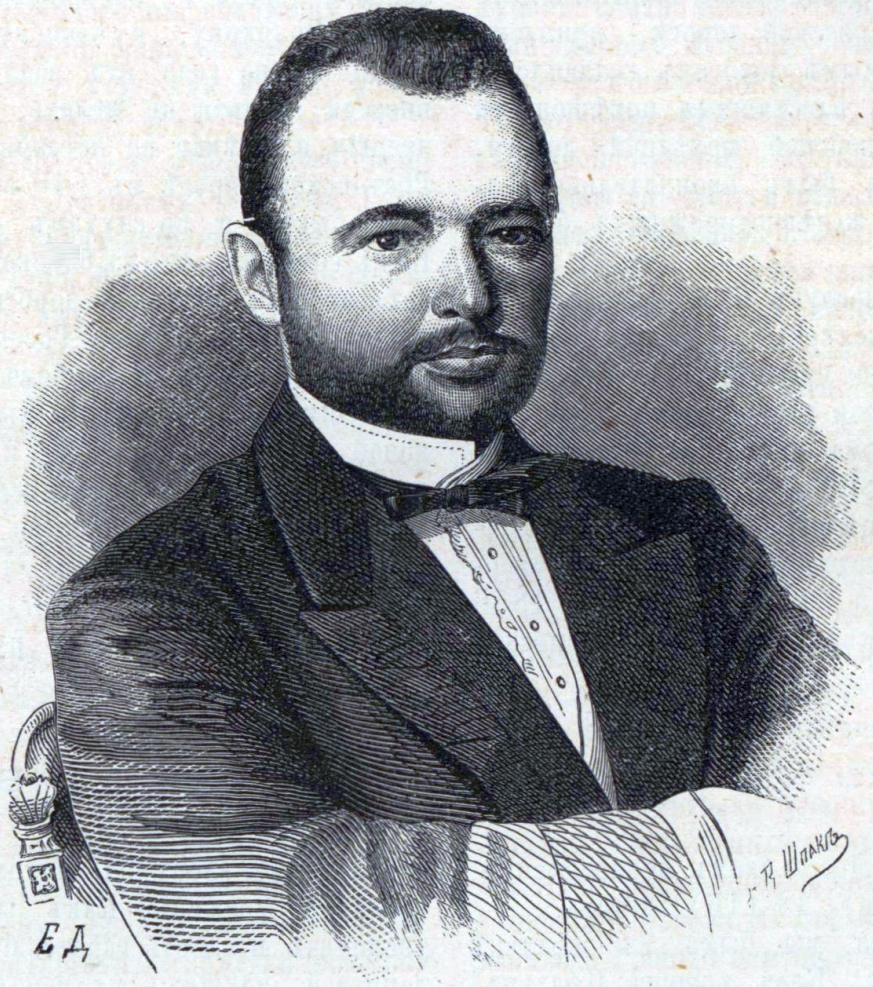
Самуил Поляков, 1870 год

Родился в семье еврейского купца Соломона Лазаревича Полякова и Златы Рабинович (Поляковой). В семье Поляковых были ещё сыновья: банкир Лазарь Соломонович и финансист Яков Соломонович.
Начал свою карьеру управляющим винокуренным заводом в имении министра почт и телеграфа графа И. М. Толстого. Впоследствии стал управляющим почтовыми станциями в том же имении. Составил себе большое состояние в период раздачи железнодорожных концессий (60-е и 70-е годы XIX века). Поляков построил дороги: Курско-Харьковскую, Харьково-Азовскую, Козлово-Воронежско-Ростовскую, Орловско-Грязскую, Фастовскую и Бендеро-Галацкую. По отзыву С. Ю. Витте, Самуил Соломонович Поляков был «наиболее прославившимся из железнодорожных тузов».
В 1867 году он основал железнодорожное училище в городе Ельце, послужившее образцом для других училищ этого рода; позже он учредил первое на юге России частное горное училище при Корсунской каменноугольной копи. На деньги Самуила Соломоновича в 1870 году было открыто железнодорожное училище в Харькове. В 1875 году на его средства в Ельце была построена классическая мужская гимназия, в которой впоследствии учились знаменитые русские писатели И. А. Бунин, М. М. Пришвин. Участвовал в создании ряда кредитных учреждений: Московский земельный банк, Донской земельный банк, Азовско-Донской банк и др.

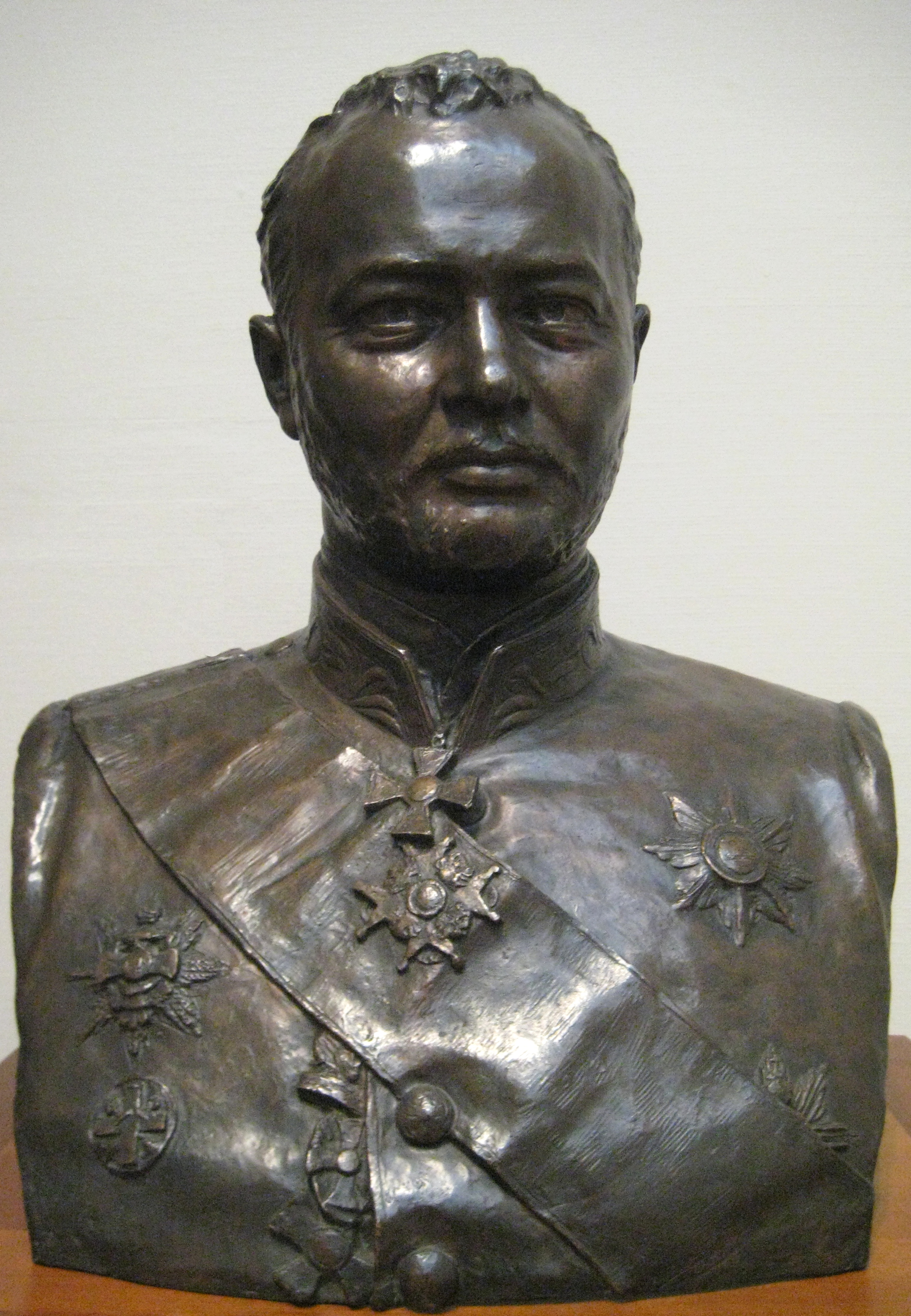
Бюст работы Марка Антокольского

Возведённый во дворянство, имел чин тайного советника. Был награжден орденами Св. Станислава 1-й и 2-й степеней, орденом св. Владимира 3-й ст., иностранными орденами.
Умер на похоронах своего делового партнёра и близкого родственника Абрама Моисеевича Варшавского, который накануне смерти просил у своего сына, женатого на дочери Полякова, финансовой помощи ввиду возникших непомерных долгов. Вынося  из петербуржской синагоги гроб Варшавского, Поляков потерял сознание — «был сражён ударом» — и затем скончался.
Похоронен на Еврейском кладбище в Санкт-Петербурге. 
Во время войны, когда немецкие войска подступили к Ленинграду, первый немецкий снаряд, упавший на территории Преображенского еврейского кладбища угодил прямо в склеп С. С. Полякова и разрушил его. На месте захоронения в настоящее время находится разрушенный кирпично-бетонный фундамент размером 7,8 х 11,2 м и остатки гранитной облицовки. Надмогильное сооружение с информацией о захороненном не сохранилось.

## Благотворительность
- В 1879 году пожертвовал 800 рублей на учреждение стипендии имени князя Владимира Андреевича Долгорукова в 3-й московской гимназии.
- В 1867 г. на его деньги было основано железнодорожное ремесленное училище (первое в России) и классическая гимназия (оба заведения в Ельце)[4].
- В 1882 году пожертвовал очень  большую сумму по тем временам в 200 тысяч рублей на общежитие для студентов при Санкт-Петербургском университете, названное коллегией императора Александра II.
- Другие огромные пожертвования Полякова составляют свыше 2 миллионов рублей (на лицей цесаревича Николая, на училище барона Дельвига (Дельвиговское железнодорожное училище, ныне Московский колледж транспорта), на женские гимназии, на еврейский земледельческий и ремесленный фонд и т. д.)
- При его содействии была построена синагога в Санкт-Петербурге.
- Финансировал детские приюты, госпитали и другие учреждения Красного креста.
- Перечислял средства на создание Русского художественного центра в Париже[4].

## Семья
- Жена — Дания Тянгелевна (Евдокия Трофимовна) Полякова, урождённая Эпштейн (1838–1899;
- Дочь: Зинаида, в замужестве баронесса Гирш (1855 - 1909);
- Дочь: Розалия, в замужестве Варшавская (1859 - до 1883);
- Рахиль (Лидия), в замужестве Сен-Поль (1861 - до 1888);
- Сын: Даниил (1862 – 1917), предприниматель, действительный статский советник (с 1911).